# ジョン・フォン・ノイマン賞
ジョン・フォン・ノイマン賞（John von Neumann Award）は、ハンガリーのライク・ラズロ・カレッジ（the Rajk László College for Advanced Studies）が経済学の優れた学者に与える賞である。
1994年に制定され、原則として毎年授与される。この賞は学生によって選出ということを特徴としている。学生はノミネート候補者を選び、再調査と討論をした後、カレッジの会議で投票されて受賞者が決まる。

## 受賞者
- 2023年 - ラジ・チェティ（ハーバード大学）
- 2022年 - John A. List （シカゴ大学）
- 2021年 - マシュー・ジェンツコウト （Matthew Gentzkow） （スタンフォード大学）
- 2020年 - マリアナ・マッツカート （Mariana Mazzucato） （ロンドン大学）
- 2019年 - スーザン・エイシー （スタンフォード大学）
- 2018年 - ダニ・ロドリック （ハーバード大学）
- 2017年 - リチャード・セイラー （シカゴ大学）
- 2016年 - アルヴィン・ロス （スタンフォード大学）
- 2015年 - エマニュエル・サエズ （カリフォルニア大学バークレー校）
- 2014年 - ケネス・アロー （カリフォルニア大学バークレー校）
- 2013年 - エスター・デュフロ （MIT）
- 2012年 - オリヴィエ・ブランチャード （MIT）
- 2011年 - ヨシュア・アングリスト （MIT）
- 2010年 - ティム・ベスレー （Tim Besley） （LSE）
- 2009年 - フィリップ・アギオン （Philippe Aghion） （ハーバード大学）
- 2008年 - ケビン・マーフィー （Kevin M. Murphy） （シカゴ大学）
- 2007年 - ダロン・アシモグル （MIT）
- 2006年 - マシュー・ラビン] （カリフォルニア大学バークレー校）
- 2005年 - グレン・ロウリー （ブラウン大学）
- 2004年 - ゲイリー・ベッカー （シカゴ大学）
- 2003年 - モーリス・オブストフェルド （カリフォルニア大学バークレー校）
- 2002年 - ジョン・エルスター （コロンビア大学）
- 2001年 - アビナッシュ・ディキシット （プリンストン大学）
- 1999年 - オリバー・ウィリアムソン （カリフォルニア大学バークレー校）
- 1998年 - ジャン・ティロール （トゥールーズ大学）
- 1997年 - ヤーノシュ・コルナイ （Jenos Kornai） （ハーバード大学とブダペスト・カレッジ）
- 1996年 - ハル・ヴァリアン （当時、ミシガン大学）
- 1995年 - ジョン・ハーサニ （カリフォルニア大学バークレー校）